# Impasse Sainte-Marthe
L'impasse Sainte-Marthe est une voie située dans le quartier de l'Hôpital-Saint-Louis du 10e arrondissement de Paris.

## Situation et accès
L'impasse Sainte-Marthe est desservie à proximité par la ligne 2 à la station Colonel Fabien.

## Origine du nom
Cette voie tient son nom de sa proximité avec la rue Sainte-Marthe et fait référence à Marthe de Béthanie.

## Historique
Cette voie est ouverte à la circulation publique par arrêté du 23 juin 1959.